# Bakugan Batoru Burorazu Nyu Vesutoroia
Bakugan Battle Brawlers: New Vestroia (爆丸 バトルブローラーズ ニューヴェストロイア, Bakugan Batoru Burōrāzu Nyū Vesutoroia; no Brasil Bakugan Guerreiros da Batalha: Nova Vestróia e em Portugal  Bakugan Battle Brawlers: Nova Vestroia) é a segunda temporada da série Bakugan.[carece de fontes?] Em março de 2009, a TMS junto com a Nelvana anunciaram a continuação do anime Bakugan Guerreiros da Batalha que consiste em 52 episódios. Denominada Bakugan Guerreiros da Batalha: Nova Vestróia, ou simplesmente Bakugan Nova Vestróia, os protagonistas remanescentes são Dan, Shun e Marucho, enquanto Runo, Julie e Alice se tornaram personagens secundários. Entretanto, apareceram três novos protagonistas, Mira Fermen, Ace Grit e Baron Leltoy.
A série começou a ser exibida no Canadá em 12 de abril de 2009 pelo Teletoon.[carece de fontes?] e nos Estados Unidos pelo Cartoon Network em 9 de Maio de 2009. No Brasil, a primeira divulgação foi feita no site do Cartoon Network, com a data de lançamento prevista para 3 de fevereiro de 2010, porém, o 4.º episódio foi transmitido ao invés do 1.º. No domingo dia 7 de março de 2010, Bakugan Nova Vestróia estreou no Cartoon Network às 19h, com dois episódios sendo transmitidos. As quartas-feiras, é passada a reprise do último episódio já passado. Atualmente, passa único episódio no Cartoon Network todo domingo e também teve reestreia de Nova Vestróia quarta-feira às 12:30 com previsão de passar semanalmente de segunda à sexta. No Japão teve estreia no ar dia 2 de março e diariamente vai ao ar às 19:00 aos sábados. Com a exibição da série Chaves e Chapolin aos domingos, o Cartoon Network resolveu colocar os episódios inéditos de Nova Vestróia todas as quarta-feiras às 18:30. Atualmente, reestreou no Cartoon Network no dia 4/6 e está sendo exido aos sábados às 13:00 e reprise às 23:00 e sequência do próximo episódio às 22:30.

## História
Três anos se passaram após a derrota de Naga e a reconstrução de Vestróia, que agora passou a se chamar Nova Vestróia. Dan e Runo estão namorando, enquanto Marucho e Julie vivem espiando seus encontros. Shun voltou a morar com seu avô, assim como Alice. Contudo, nesse tempo surgiu em Nova Vestróia uma raça alienígena com aparência humana, os Vestais. Eles tomaram a Nova Vestróia e controlaram os Bakugans pensando que eles era somente animais e passaram a usá-los para seu divertimento pessoal. Após muito tempo de discussão, os Seis Soldados Lendários resolvem separar o Drago do Centro Perfeito, dando a ele um novo corpo e ele se transforma em um Neo Dragonoid. Ele vai à Terra onde recruta Dan e acaba sendo seguido por Marucho. Em Nova Vestróia, eles são atacados por Lync Volan e Volt Luster mas salvos por Mira Fermen, todos Vestais. Mira conta que faz parte de um grupo chamado Resistência Bakugan que se dedica a libertar os Bakugans pois eles sabem que estes são criaturas racionais e com sentimentos. Mira os apresenta aos seus companheiros Ace Grit e Baron Leltoy e depois conta que Lync e Volt fazem parte dos Vexos, os melhores guerreiros dentre os Vestais. Os Vexos servem o Príncipe Hydron, que recebe ordens de seu pai o Rei Zenoheld. Ademais, Tigrerra, Preyas, Gorem, Skyress e Hydranoid estão petrificados no castelo de Hydron. Dan e Marucho se unem a Resistência para salvá-los e com o tempo, Shun aparece. Ele revela que foi sugado para Nova Vestróia e encontrou um Bakugan chamado Ingram que se tornou seu novo parceiro enquanto Marucho se une a Elfin. Com o tempo, a Resistência destrói os Controladores da Dimensão, aparelhos que aprisionam os Bakugans no formato de bola, e libertam os cinco que estavam presos com Hydron.
Os Vexos são obrigados a retornarem ao Planeta Vestal, exceto Spectra Phantom e Gus Grav que trairam o grupo, onde Mira, Ace e Baron revelam ao planeta a verdade sobre os Bakugans e os Vexos são sentenciados a prisão perpétua. Entretanto, eles escapam e Zenoheld ataca os Seis Soldados Lendários com o seu Farbros para conquistar suas energias e ativar uma bomba que explodiria Nova Vestróia, o Sistema de Terminação dos Bakugans. Os Seis Soldados Lendários então passam suas energias aos Bakugans da Resistência, morrendo no processo mas criando uma nova geração de Soldados Lendários. Mesmo assim, as energias são capturadas e o Sistema de Terminação dos Bakugans é ativado mas Drago absorve as energias e evolui para Helix Dragonoid. Frustrados, os Vexos começam a criar uma nova arma chamada Alternativa. Eventualmente, Gus é capturado por Zenoheld e Spectra se une a Resistência e volta a utilizar seu antigo nome, Keith Fermen. Marucho cria uma dimensão virtual chamada InterEspaço Bakugan onde a Resistência podia treinar em paz através de dados desconhecidos que ele e Keith receberam. Durante esse período a Alternativa se conclui. Volt e Lync abandonam os Vexos pois não queriam participar da destruição que estaria por vir mas são sugados por um buraco negro criado por Hydron enquanto Mylene e Shadow são sugados por outro buraco negro em uma tentativa de matar Keith e Mira. Com a Alternativa pronta, Keith parte para destruí-la e encontra Gus. Os dois tentam enfrentá-la mas são superados facilmente quando ela se funde com Farbros criando Alternativo Farbros. O resto da Resistência aparece logo em seguida e Hydron se junta a eles pois estava cansado dos maltratos de seu pai. Quando o gerador de energia de Alternativo Farbros é destruído ele explode matando Hydron, Zenoheld e o professor Clay, que nos últimos momentos de vida recebeu um vídeo de outra dimensão. O vídeo mostrava Bakugans em guerra. Com Nova Vestróia a salvo, Dan, Drago, Shun e Marucho se despedem e retornam para a Terra. Três semanas depois ele se preparam para uma batalha no InterEspaço Bakugan mas um misterioso garoto (Ren Krawler) aparece perguntando se eles são os Guerreiros da Batalha.

## Músicas

### Versão Japonesa
Abertura
- Super! The Strongest! Warrior (極度! 最も強いの! 戦士, Cho! Saikyo! Uoriazu)
  - Artista: Psychic Lover
  - Versões:
    1. Versão 1: episódios 1-27
    2. Versão 2: episódios 28-41
    3. Versão 3: episódios 42-52

Encerramentos
- Bang Bang Bakugan (爆丸強打の強打)
  - Artista: Yoshifumi Ushima
  - Duração: episódios 1-16 (1-52 versão chilena)
- Communication Breakdown (コミュニケーションブレークダウン, Komyunikēshon Burēkudaun)
  - Artista: Crush Tears
  - Duração: episódios 17-52

### Versão Canadense
Abertura
- Bakugan Theme
  - Artista: Viz Media
  - Duração: episódios 1-52

Encerramento
- Bakugan Theme Instrumental
  - Artista: Viz Media
  - Duração: episódios 1-52

## Personagens

### Resistência Bakugan
- Daniel "Dan" Kuso e Drago: Dan é o líder de 15 anos dos Guerreiros da Batalha, enquanto Drago é um Pyrus Perfect Dragonoid e o Guardião Bakugan de Dan. Após os acontecimentos de Bakugan Guerreiros da Batalha, Dan se tornou o jogador classificado em 1.º lugar no ranking mundial de Bakugan, e Drago se fundiu com ambos os centros, tornando-se o Centro Perfeito. Para salvar Nova Vestróia, Drago é separado do Centro Perfeito, tornando-se um Neo Dragonoid. Com o tempo atinge as formas de Cross Dragonoid e Helix Dragonoid. Sua Máquina de Guerra é JetKor.
- Choji "Marucho" Marukura e Elfin: um guerreiro Aquos, Marucho está classificado em 7.º lugar no ranking mundial de Bakugan. Marucho é o mais inteligente de toda a resistência e também aquele com maior conhecimento sobre Bakugans. Enquanto está separado de Preyas, Marucho consegue uma nova Guardiã Bakugan, Elfin, que posteriormente se torna Minx Elfin.
- Shun Kazami e Ingram: Shun é o melhor amigo de Dan e está classificado em 3.º no ranking mundial de Bakugan. Em um dia, enquanto treinava, um portal apareceu repentinamente na frente de Shun, sugando-o para a Nova Vestróia, onde ele encontra Ingram. Ele se torna um herói encapuzado que liberta os Bakugans, mas o que ele realmente procura é Skyress, sua antiga Guardiã Bakugan. Com o tempo ele se une a Resistência Bakugan e Ingram evolui para Master Ingram.
- Mira Fermen e Thunder Wilda: Mira é a nova guerreira Subterra, líder da Resistência Bakugan. Mira foi a primeira a descobrir que os Bakugans são criaturas racionais e que possuem sentimentos, e por isso criou a Resistência Bakugan. Apesar de tudo, o maior desejo de Mira é encontrar seu irmão desaparecido, Keith Fermen. Wilda é um guerreiro vulcânico com uma pele extremamente resistente. Ele evolui para Magma Wilda.
- Ace Grit e Percival: Gracioso mas sarcastico, Ace é o novo guerreiro Darkus. Geralmente, ele é muito profundo em seus pensamentos. Ele tem uma personalidade bastante parecido com a de Dan, o que muitas vezes gera uma tensão entre eles. Primeiramente, Ace odiava a ideia de ter humanos na resistência, mas acaba admitindo que os poderes deles podem ser necessários. Seu Guardião Bakugan, Percival tem uma aparência de um dragão humanóide, com alguns traços de um cavaleiro. Ele evolui para Midnight Percival.
- Baron Leltoy e Mega Nemus: Baron é o novo guerreiro Haos. Ele é um grande fã dos Guerreiros da Batalha e frequentemente os chama de Mestres. Baron é o membro mais jovem da resistência e por isso ainda existem muitas coisas para ele aprender. Contudo, ele é de longe o mais leal e sincero. Assim como Mira, ele já possui um Guardião Bakugan evoluido, sendo este Mega Nemus, que posteriormente se torna Ancient Nemus.

### Família Real
- Rei Zenoheld e Farbros: Zenoheld é o antagonista do segundo arco de Bakugan Nova Vestróia, e o verdadeiro vilão do anime. Soberano dos Vestais, ele é um guerreiro do atributo Pyrus. Assim como outros vilões, ele usa um Bakugan mecânico chamado Farbros. Como um guerreiro Bakugan, Zenoheld costuma ser cruel e insenvível, matando seus adversários após derrotá-los.
- Príncipe Hydron e Dryoid: Hydron é o comandante dos Vexos. Ele é um tanto mimado e odeia não obter tudo o que deseja. Ele tem uma certa adimiração pelos Bakugans dos Guerreiros da Batalha, e por isso os coleciona após petrificá-los, tendo em sua posse, Tigrera, Preyas, Gorem, Skyress e Hydranoid. Sua maior ambição é Drago. Ele é um guerreiro do atributo Subterra e seu Guardião Bakugan é Dryoid, um Bakugan mecânico.

### Vexos
- Keith Fermen(Mais conhecido como Spectra Phantom) e Helios: Keith Fermen (Também mais conhecido como Spectra) é o líder dos Vexos e seu melhor guerreiro. Ele é misterioso e cobre seu rosto com uma máscara. Suas vestimentas são vermelhas, devido ao fato de usar o atributo Pyrus. Spectra tem um certo interesse no Centro Perfeito, e por isso tenta capturar Drago, para se tornar o soberano de Nova Vestróia. Spectra é na verdade o irmão de Mira, Keith Fermen. Seu Guardião Bakugan, Helios é o rival de Drago e sonha em se tornar o Derradeiro Bakugan. Após ter partes mecânicas anexadas em seu corpo, Helios se transforma em Cyborg Helios e posteriormente em Helios MK2. Os dois depois se unem a Resistência Bakugan. Sendo o construtor das primeiras Máquinas de Guerras do anime e o primeiro a usar, Spectra possui duas Máquinas de Guerra, sendo estas Twin Destructor e Zukanator.
- Gus Grav e Primo Vulcan: o guerreiro Subterra dos Vexos, Gus é extremamente leal ao "Mestre Spectra", assim como ele mesmo o chama. Está colocado em segundo lugar no ranking dos Vexos e quando batalha tenta atacar o oponente psicologicamente. Primo Vulcan é um Bakugan que veste uma armadura escondendo seu corpo. Inicialmente utilizado como arma, Vulcan logo consegue se tornar um amigo de Gus. Sua próxima forma é Rex Vulcan. Eles se juntam a Resistência Bakugan na batalha final contra Zenoheld.
- Mylene Farrow: Mylene é a única Vexos do sexo feminino e usa o atributo Aquos. Ela tem grandes suspeitas sobre Spectra e muitas vezes não acredita em sua palavra. Mylene também despresa a arrogância de Hydron e o considera uma simples criança e um fardo para os Vexos. É terceira melhor guerreira da equipe. Em ordem, seus Guardiões foram Elico, que se uniu a Gus, e Macubass, um Bakugan mecânico que foi destruído por Wilda.
- Shadow Prove: malicioso e um tanto burro, ele é o representante de Darkus e o quarto no ranking dos Vexos. Na maioria dos casos, Shadow age sem pensar durante as batalhas e às vezes insulta seus oponentes quando perde a paciência. Ele possuiu dois Guardiões Bakugans, ambos mecânicos. Eles eram Hades, uma réplica robótica de Hydranoid que foi destruído pelo próprio Hydranoid, e MAC Spider, que foi destruído por Helios.
- Volt Luster: Volt é o guerreiro Haos dos Vexos e classificado em quinto lugar. É forte e muitos o consideram pouco inteligente, mas ele é bastante engenhoso nas batalhas e cria estratégias facilmente. Também é uma pessoa bastante emotiva e o mais honesto dos Vexos. Originalmente seu Guardião Bakugan era Mega Brontes e os dois eram melhores amigos mas Mylene se livra de Brontes por pensar que Bakugans normais são piores que os mecânicos. Volt então passa a batalhar com Boriates, um Bakugan mecânico.
- Lync Volan: Lync representa o atributo Ventus e possui o menor ranking nos Vexos. É o mais arrogante e pensa ser invencível até mesmo quando perde uma luta. Ele adora provocar os outros e muitas vezes age como espião para qualquer um. Ele só possuiu Guardiões Bakugans mecânicos, estes sendo Altair e Aluze. Altair foi destruído por Nemus e Aluze por Dryoid.
- Clay Fermen: pai de Keith e Mira, é o único membro dos Vexos que não batalha. Ele é o maior cientista dentre os Vestais e responsável pela construção dos Bakugans mecânicos, assim como do Sistema de Terminação dos Bakugans e da Alternativa. Ele passou a ficar insano com suas criações e assim não se importa com os fatos de seus filhos serem seus inimigos.

## Estrutura do Jogo

### Elementos / Atributos
| Atributo | Imagem | O que representa     | Vantagem                    | Resistência                       | Bakugans da Resistência                                     | Resistência Secundária         | Bakugans da Resistência Secundária | Vexos                        | Bakugans dos Vexos                        | Soldados que receberão a energia do atributo | Soldados Lendários de Vestroia | Guerreiro representante                                                                       |
| Pyrus    |        | Representa o fogo    | Ataque forte                | Dan Kuso e Keith Fermen (Spectra) | Neo Dragonoid/Cross Dragonoid/Helix Dragonoid e Helios MK2  | Chan-Lee                       | Fortress                           | Rei Zenoheld (antes Spectra) | Farbors/Assail Farbros/Alternativo Fabros | Cross Dragonoid                              | Apollonir                      | Dan Kuso (ajudou a salvar Drago de Spectra depois de Drago asssumir a forma de Hex Dragonoid) |
| Subterra |        | Representa a terra   | Defesa forte                | Mira Fermen, Gus Grav e Hydron    | Thunder Wilda/Magma Wilda, Primo Vulcan/Rex Vulcan e Dryoid | Julie Makimoto e Billy Gilbert | Hammer Gorem e Cycloid             | ---(antes Gus Grav e Hydron) | ---(antes Primo Vulcan e Dryoid)          | Magma Wilda                                  | Clayf                          |                                                                                               |
| Haos     |        | Representa a luz     | Habilidades mais variadas   | Baron Letloy                      | Mega Nemus/Ancient Nemus                                    | Runo Misaki                    | Blade Tigrerra                     | ---(antes Volt Luster)       | Brontes e Boriates                        | Ancient Nemus                                | Lars Lion                      |                                                                                               |
| Darkus   |        | Representa as trevas | Habilidades mais poderosas  | Ace Grit                          | Percival/Midnight Percival                                  | Alice Gehabich                 | Alpha Hydranoid                    | Shadow Prove                 | Hades e MAC Spider                        | Midnight Percival                            | Exedra                         |                                                                                               |
| Aquos    |        | Representa a água    | Ataque e Defesa balanceados | Marucho Marukura                  | Elfin/Minx Elfin e Preyas                                   | Klaus                          | Sirenoid                           | Mylene Pharaón               | Elico e Macubass                          | Minx Elfin                                   | Frosch                         |                                                                                               |
| Ventus   |        | Representa o vento   | Alta velocidade             | Shun Kazami                       | Ingram/Master Ingram e Shadow Wing                          | ---                            | ---                                | ---(antes Lync Volan)        | Altair e Aluze                            | Master Ingram e Shadow Wing                  | Oberus                         |                                                                                               |

## Recepção
No Japão, a segunda temporada teve uma audiência maior do que a da primeira temporada. Durante o tempo em que foi exibido, Bakugan Nova Vestróia esteve quase sempre entre os 30 animes mais vistos, ficando em colocações como 24.º , 30.º , 22.º , dentre outros. O Anime News Network classificou o anime como "bom".